# فردین صادق ایوبی
فردین صادق ایوبی (متولد ۱۳۳۱ در سنندج - ) نقاش کُرد اهل ایران است.

## زندگی
فردین صادق ایوبی در سال ۱۳۳۱ خورشیدی، در شهر سنندج در استان کردستان متولد شد. پس از پایان دوران متوسطه، وارد دانشسرای هنر شد و پس از فارغ‌التحصیلی، به‌طور حرفه‌ای به نقاشی روی آورد. وی در سایهٔ جدیت، پشتکار و تمرین مداوم، به جمع بزرگان نقاشی ایران پیوست. او تاکنون در بیش از ۴۰ نمایشگاه داخلی و خارجی شرکت کرده است. صادق ایوبی مدرس دانشگاه، مؤلف و نویسندۀ کتب مختلف در حوزه‌های هنرهای تجسمی، شعر و مقاله بوده است. او همچنین نویسندهٔ بیش از ۵۰ مقالهٔ فرهنگی است که در نشریات کشوری، محلی و کردستان عراق به‌چاپ رسیده‌اند. این هنرمند در سال ۱۴۰۰ موفق به اخذ مدرک درجه یک هنری (دکترا) شد.

## آثار
از فردین صادق ایوبی ۵ اثر در موزه هنرهای معاصر تهران، ۲ اثر در موزه امام علی تهران، ۱۴ اثر در موزه جنگ با موضوع انفال، ژینوساید و بمباران شیمیایی حلبچه، ۱۲ اثر در موزۀ اربیل کردستان عراق و ۸ اثر در موزۀ سلیمانیه کردستان عراق نگهداری می‌شود.

## افتخارات
- نقاش برگزیدهٔ فستیوال بین‌المللی نقاشان جهان (۱۹۹۷ میلادی، دهلی نو، هندوستان)
- نقاش برگزیدهٔ سومین نمایشگاه دوسالانهٔ نقاشان ایران[۲۰]
- تندیس و لوح تقدیر «چهرۀ هنر سال» استان کردستان در سال ۱۴۰۳، از سوی حوزۀ هنری انقلاب اسلامی[۲۱]